# Bulugede
Bulugede is een bestuurslaag in het regentschap Kendal van de provincie Midden-Java, Indonesië. Bulugede telt 2936 inwoners (volkstelling 2010).